# N680
 (juillet 2018).
N680 (ou Böhler Antinit N680) désigne un acier inoxydable, propriété de Böhler-Uddeholm.

## Description
C'est un acier martensitique au chrome, avec addition d'azote, de molybdène et de vanadium.
Il est principalement conçu pour les applications de découpe (coutellerie, instruments chirurgicaux, etc.) et peut être utilisé pour toutes pièces soumises à forte sollicitation (roulements, valves, pistons, etc.). Il se distingue par une résistance à la corrosion supérieure aux aciers inoxydables martensitiques classiques de dureté similaire grâce à l'addition de l'azote et du molybdène, ainsi que son taux de chrome important.
Il est principalement utilisé lorsque les conditions de résistance à la corrosion des aciers inoxydables martensitiques classiques ne sont pas suffisantes, dans le domaine de la coutellerie,,,.

## Caractéristiques mécaniques
La dureté d'usage type est de 56-59 HRC.

## Composition type et désignation
- C : 0,54 %
- Si : 0,45 %
- Mn : 0,4 %
- Cr : 17,3 %
- Mo : 1,1 %
- V : 0,1 %
- N : 0,2 %

Désignation EN : X 54 CrMoNV18-1.